# 李道洲
李道洲（1988年7月—2018年3月3日），男，汉族，河南光山人，中共党员，烈士，全国道德模范，四级军士长军衔，生前为空降兵某旅直升机团场站汽车连七班班长。

## 生平
2005年12月，入伍。2008年5月13日，随部队赶往汶川地震灾区参加救援。2010年9月，加入中国共产党。2012年，从河南开封驻地调入湖北黄陂驻地。2015年，1.15长江沉船事故期间，李道洲执行保障飞机24小时随时能起飞的任务。2016年12月，任七班班长，还兼任连队司机复训队的教练班长。2018年3月3日下午，武汉市洪山区梨园街道东湖花园小区二期一居民楼内发生火灾，在家休假的李道洲冲进火场救人，与他人共同救出2人后，救第3人时壮烈牺牲。2018年4月，入选中国好人榜。2018年8月13日，追记一等功。2019年9月，获得第七届全国道德模范。